# Veiligheidsregio Brabant-Noord

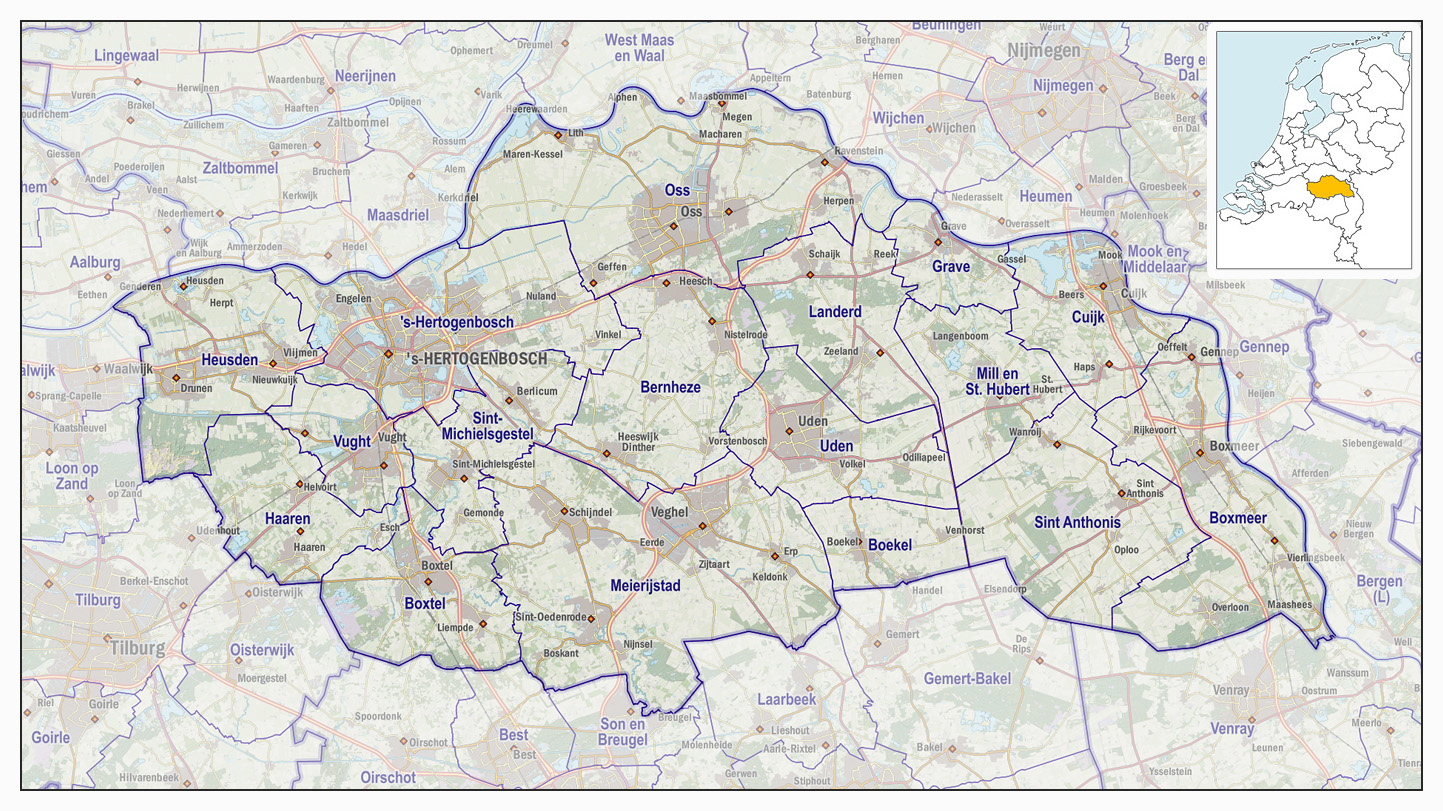
Veiligheidsregio Brabant-Noord, impressie van het landschap en indeling van gemeenten (2017)

De veiligheidsregio Brabant-Noord is een veiligheidsregio binnen de provincie Noord-Brabant.

## Regioprofiel
- Inwoners: 621.357 (2013, CBS)
- Landoppervlakte: 1.356,1 km²
- De regio kent veel platteland, maar raakt rond 's-Hertogenbosch snel verstedelijkt.
- In het oosten en noorden van de regio stroomt de Maas richting de Bergsche Maas.
- De Loonse en Drunense Duinen vallen goeddeels binnen het grondgebied van deze regio (gemeente Heusden).
- De militaire vliegbasis Volkel is gelegen in het centrum-oosten van deze regio (gemeente Maashorst).

## Risico's

### Terrein
- BRZO (Besluit Risico's Zware Ongevallen 2015) locaties op industriegebieden bij 's-Hertogenbosch, Oss en Cuijk.
- Het gebied kan (bij ongunstige wind) milieuhinder ondervinden van industrieën rondom Rotterdam, Moerdijk, Antwerpen en zelfs het Ruhrgebied in Duitsland.
- Bij hoogwater kan de Maas buiten de oevers treden.
- Bij droogte en warmte kan het platteland geplaagd worden door rupsen en insecten.

### Infrastructuur
- Vervoer van gevaarlijke stoffen over de A2, de A50, de A59 en in het oosten de A73 en A77 richting Duitsland.
- Vervoer van gevaarlijke stoffen over het spoor van en naar Europoort / Oost-België.
- Vervoer van gevaarlijke stoffen over de rivier de Maas.